# 스카이라인 2
《스카이라인 2》(영어: Beyond Skyline)는 2017년에 개봉한 미국의 SF 액션 영화이다. 《스카이라인》(2010)의 속편이다.
2020년 속편 《스카이라인 3》이 공개되었다.

## 줄거리
“푸른 섬광을 피해야 한다!”
형사 출신인 마크는 오랜만에 옛 직장을 방문한다. 속썩이는 아들 트렌트가 폭행 혐의로 구치소에 수감된 것. 옛 동료들과 조우한 마크는 무거운 발걸음으로 트렌트와 함께 집으로 향한다. 마크와 트렌트가 날 선 대화를 나누던 중 갑자기 엄청난 섬광이 온 도심을 삼켜 버리고 빛에 노출된 사람들이 모두 급속도로 상공으로 빨려 들어가 사라지는 기이한 현상이 시작된다.
정체를 알 수 없는 그들의 무자비한 공격에 순식간에 초토화된 도심, 더 이상 숨을 곳도 도망칠 곳도 없는 상황... 남은 건 처절한 저항 뿐이다!

## 출연진
- 프랭크 그릴로 - 마크 콜리 역
- 보야나 노바코비치 - 오드리 역
- 조니 웨스턴 - 트렌트 콜리 역
- 캘런 멀비 - 하퍼 역
- 이코 우와이스 - 수아 역
- 패멀린 치 - 카냐 역
- 야얀 루히안 - 후아나 역
- 베티 게이브리얼 - 존스 역
- 앤토니오 파개스 - 사지 역
- 하코브 바르가스 - 가르시아 역
- 린지 모건 - 로즈 대위 역
- 토니 블랙 - 재러드 역
- 노엘 구글리에미 - 저스틴 역

## 기타 제작진
- 총괄 제작: 매기 코언, 로먼 코펠레비치, 조지프 리스트하우스, 앨런 류, 마이크 윌루안
- 미술: 이언 베일리, 팀 바이더, 로런 피츠시먼스, 에이든 피오리토, 케빈 C. 랭, 라지 챈, 리드 엠브리